# Liste des albums musicaux numéro un au Billboard 200 en 1977
Cette page liste les albums musicaux ayant eu le plus de succès au cours de l'année 1977 aux États-Unis d'après le magazine Billboard.

## Historique
| Date         | Artiste(s)                                             | Titre                    | Référence |
| ------------ | ------------------------------------------------------ | ------------------------ | --------- |
| 1er janvier  | Stevie Wonder                                          | Songs in the Key of Life |           |
| 8 janvier    | Stevie Wonder                                          | Songs in the Key of Life |           |
| 15 janvier   | Eagles                                                 | Hotel California         |           |
| 22 janvier   | Wings                                                  | Wings over America       |           |
| 29 janvier   | Stevie Wonder                                          | Songs in the Key of Life |           |
| 5 février    | Eagles                                                 | Hotel California         |           |
| 12 février   | Barbra Streisand et Kris Kristofferson/bande originale | A Star Is Born           |           |
| 19 février   | Barbra Streisand et Kris Kristofferson/bande originale | A Star Is Born           |           |
| 26 février   | Barbra Streisand et Kris Kristofferson/bande originale | A Star Is Born           |           |
| 5 mars       | Barbra Streisand et Kris Kristofferson/bande originale | A Star Is Born           |           |
| 12 mars      | Barbra Streisand et Kris Kristofferson/bande originale | A Star Is Born           |           |
| 19 mars      | Barbra Streisand et Kris Kristofferson/bande originale | A Star Is Born           |           |
| 26 mars      | Eagles                                                 | Hotel California         |           |
| 2 avril      | Fleetwood Mac                                          | Rumours                  |           |
| 9 avril      | Fleetwood Mac                                          | Rumours                  |           |
| 16 avril     | Eagles                                                 | Hotel California         |           |
| 23 avril     | Eagles                                                 | Hotel California         |           |
| 30 avril     | Eagles                                                 | Hotel California         |           |
| 7 mai        | Eagles                                                 | Hotel California         |           |
| 14 mai       | Eagles                                                 | Hotel California         |           |
| 21 mai       | Fleetwood Mac                                          | Rumours                  |           |
| 28 mai       | Fleetwood Mac                                          | Rumours                  |           |
| 4 juin       | Fleetwood Mac                                          | Rumours                  |           |
| 11 juin      | Fleetwood Mac                                          | Rumours                  |           |
| 18 juin      | Fleetwood Mac                                          | Rumours                  |           |
| 25 juin      | Fleetwood Mac                                          | Rumours                  |           |
| 2 juillet    | Fleetwood Mac                                          | Rumours                  |           |
| 9 juillet    | Fleetwood Mac                                          | Rumours                  |           |
| 16 juillet   | Barry Manilow                                          | Barry Manilow Live       |           |
| 23 juillet   | Fleetwood Mac                                          | Rumours                  |           |
| 30 juillet   | Fleetwood Mac                                          | Rumours                  |           |
| 6 août       | Fleetwood Mac                                          | Rumours                  |           |
| 13 août      | Fleetwood Mac                                          | Rumours                  |           |
| 20 août      | Fleetwood Mac                                          | Rumours                  |           |
| 27 août      | Fleetwood Mac                                          | Rumours                  |           |
| 3 septembre  | Fleetwood Mac                                          | Rumours                  |           |
| 10 septembre | Fleetwood Mac                                          | Rumours                  |           |
| 17 septembre | Fleetwood Mac                                          | Rumours                  |           |
| 24 septembre | Fleetwood Mac                                          | Rumours                  |           |
| 1er octobre  | Fleetwood Mac                                          | Rumours                  |           |
| 8 octobre    | Fleetwood Mac                                          | Rumours                  |           |
| 15 octobre   | Fleetwood Mac                                          | Rumours                  |           |
| 22 octobre   | Fleetwood Mac                                          | Rumours                  |           |
| 29 octobre   | Fleetwood Mac                                          | Rumours                  |           |
| 5 novembre   | Fleetwood Mac                                          | Rumours                  |           |
| 12 novembre  | Fleetwood Mac                                          | Rumours                  |           |
| 19 novembre  | Fleetwood Mac                                          | Rumours                  |           |
| 26 novembre  | Fleetwood Mac                                          | Rumours                  |           |
| 3 décembre   | Linda Ronstadt                                         | Simple Dreams            |           |
| 10 décembre  | Linda Ronstadt                                         | Simple Dreams            |           |
| 17 décembre  | Linda Ronstadt                                         | Simple Dreams            |           |
| 24 décembre  | Linda Ronstadt                                         | Simple Dreams            |           |
| 31 décembre  | Linda Ronstadt                                         | Simple Dreams            |           |